# Polyphonte
Polyphonte (altgriechisch Πολυφόντη Polyphóntē) ist eine Person der Griechischen Mythologie, Tochter des Hipponoos mit der Thrassa.
Sie ging aus Verachtung ob der unzähligen Liebeshändel der Aphrodite in die Berge und wurde Gefährtin und Vertraute der Artemis. Aphrodite jedoch rief aufgrund dieser Schmähung ihrer Person gegenüber in Polyphonte Wahnsinn und eine unbändige Liebe zu einem Bären hervor. Polyphonte, nach göttlicher Fügung rasend, verband sich mit dem Tier. 
Artemis gewahrte dies, empfand unbändigen Hass und hetzte zornig alle Tiere auf Polyphonte. Diese flüchtete sich in der Furcht, die Tiere könnten sie töten, ins Haus ihres Vaters und gebar dort schließlich aus der Verbindung zu dem Bären die beiden Riesen Agrios und Oreios. 
Als ihre Söhne später für ihre Untaten zur Verantwortung gezogen wurden, fiel auch sie der Strafe anheim und wurde in eine Strix verwandelt, deren Schrei nachts ertönt, die ohne Speis noch Trank lebt, mit dem Kopf nach unten, den Krallen nach oben, den Menschen Bote von Krieg und Aufruhr.